# Coppa Internazionale 1948-1953
La quinta edizione della Coppa Internazionale venne disputata tra il 1948 e il 1953. Venne disputato un girone all'italiana con gare di andata e ritorno fra le cinque squadre coinvolte nel torneo. Fu molto combattuta e fu vinta dall'Ungheria.

## Risultati e classifica
La classifica finale della competizione:
| Pos. | Squadra        | Pt | G | V | N | P | GF | GS | DR  |
| ---- | -------------- | -- | - | - | - | - | -- | -- | --- |
| 1.   | Ungheria       | 11 | 8 | 5 | 1 | 2 | 27 | 17 | +10 |
| 2.   | Cecoslovacchia | 9  | 8 | 4 | 1 | 3 | 18 | 12 | +6  |
| 3.   | Austria        | 9  | 8 | 4 | 1 | 3 | 15 | 19 | -4  |
| 4.   | Italia         | 8  | 8 | 3 | 2 | 3 | 10 | 9  | +1  |
| 5.   | Svizzera       | 3  | 8 | 0 | 3 | 5 | 12 | 25 | -13 |

Legenda:
      Vincitore della Coppa Internazionale.
Note:
Due punti a vittoria, uno a pareggio, zero a sconfitta.
I risultati degli incontri giocati:
| Arbitro: | Karl Czerny |

|                                                                                               |           |                                                                      |
| Ferenc Puskás 1’, 88’ Ferenc Deák 36’, 78’ Sándor Gőcze 42’ Béla Egresi 74’ Ferenc Szusza 86’ | Marcatori | 5’ Gerhard Lusenti 30’ Lauro Amadò 31’ René Maillard 87’ Jean Tamini |

| Arbitro: | Jaroslav Vlček |

|                                                                |           |                                   |
| Ernst Melchior 20’ Theodor Wagner 67’ (rig.) Alfred Körner 84’ | Marcatori | 15’ Ferenc Szusza 48’ Ferenc Deák |

| Arbitro: | Marijan Matančić |

|                                 |           |                     |
| Béla Egresi 16’ Ferenc Deák 73’ | Marcatori | 81’ Július Schubert |

| Arbitro: | Giuseppe Carpani |

|                            |           |                   |
| Hans-Peter Friedländer 25’ | Marcatori | 66’ Jaroslav Cejp |

| Arbitro: | Árpád Kamarás |

|                                            |           |                 |
| Otto Hemele 55’, 66’ Ladislav Hlaváček 85’ | Marcatori | 15’ Josef Stroh |

| Arbitro: | Victor Sdez |

|                   |           |                        |
| Alfred Bickel 88’ | Marcatori | 15’, 81’ Erich Habitzl |

| Arbitro: | Maksymilian Schneider |

|                                                                                    |           |                                            |
| Vlastimil Preis 43’ Gejza Šimanský 56’ Ladislav Hlaváček 63’, 66’ Emil Pažický 71’ | Marcatori | 61’ (rig.) Ferenc Puskás 78’ Ferenc Szusza |

| Arbitro: | Jaroslav Vlček |

|                                                                     |           |                    |
| Ferenc Deák 2’, 49’ Sándor Kocsis 22’ Ferenc Puskás 32’, 82’ (rig.) | Marcatori | 79’ Ernst Melchior |

| Arbitro: | Jean Lutz |

|                                                             |           |                 |
| Gino Cappello 26’ Amedeo Amadei 42’ Giampiero Boniperti 43’ | Marcatori | 70’ Adolf Huber |

| Arbitro: | William H. Evans |

|                 |           |                          |
| Ferenc Deák 29’ | Marcatori | 11’ Riccardo Carapellese |

| Arbitro: | Giuseppe Carpani |

|                                             |           |                    |
| Karl Decker 33’, 82’ (rig.) Adolf Huber 67’ | Marcatori | 52’ Gejza Šimanský |

| Arbitro: | Giovanni Galeati |

|                                                           |           |                                                        |
| Ernst Ocwirk 11’ Robert Körner 14’ Karl Decker 32’ (rig.) | Marcatori | 41’ Jacques Fatton 51’ Jean Tamini 86’ Traugott Oberer |

| Arbitro: | Henry Pearce |

|                    |           |  |
| Ernst Melchior 52’ | Marcatori |  |

| Arbitro: | William Ling |

|                     |           |                         |
| Ferdinando Riva 15’ | Marcatori | 84’ Giampiero Boniperti |

| Arbitro: | Arthur Edward Ellis |

|                                  |           |                                                               |
| Josef Hügi 5’ Jacques Fatton 11’ | Marcatori | 36’, 45’ Ferenc Puskás 56’ Sándor Kocsis 74’ Nándor Hidegkuti |

| Arbitro: | Laurent Franken |

|                                                 |           |  |
| Egisto Pandolfini 3’ (rig.) Amleto Frignani 72’ | Marcatori |  |

| Arbitro: | Laurent Franken |

|                       |           |  |
| Emil Pažický 79’, 81’ | Marcatori |  |

| Arbitro: | William H. Evans |

|  |           |                                             |
|  | Marcatori | 41’ Nándor Hidegkuti 63’, 68’ Ferenc Puskás |

| Arbitro: | Karel van der Meer |

|                                                                      |           |  |
| Emil Pažický 38’ Jiří Trnka 59’, 63’ Tadeusz Kraus 75’ Jan Hertl 86’ | Marcatori |  |

| Arbitro: | Henri Bauwens |

|                                                                     |           |  |
| Sergio Cervato 23’ Eduardo Ricagni 27’ Egisto Pandolfini 47’ (rig.) | Marcatori |  |

## Classifica marcatori
| Calciatore        | Squadra        | Gol |
| ----------------- | -------------- | --- |
| Ferenc Puskás     | Ungheria       | 10  |
| Ferenc Deák       | Ungheria       | 7   |
| Emil Pažický      | Cecoslovacchia | 4   |
| Karl Decker       | Austria        | 3   |
| Ladislav Hlaváček | Cecoslovacchia | 3   |
| Ernst Melchior    | Austria        | 3   |
| Ferenc Szusza     | Ungheria       | 3   |